# Ko-omote
Le ko-omote (小面, se traduisant en français par «petit visage»),, est l’un des premiers masques du théâtre japonais nô. Il représente une jeune femme aux joues bien rondes,, calme et recueillie,,, idéalisant la beauté et la naïveté de la jeunesse,,. 

## Caractéristiques
Ce masque arbore les attributs de la beauté classique de la période Heian : les sourcils sont rasés, les cheveux sont soignés et coiffés et les dents sont noircies,,,.
Les masques de femmes ayant tendance à se ressembler, la manière la plus simple de les différencier est par le motif formé par les mèches de cheveux sur leur front ; dans le cas du ko-omote, sa coiffure peinte possède trois mèches de chaque côté séparées au milieu et ne se chevauchant pas,,,.
Il existe de nombreuses variations de ce type de masque, où les joues sont plus rondes, les lèvres séparées davantage et diverses caractéristiques taillées et peintes dans le masque pour augmenter le degré de sensualité. Pour modifier l’âge de la femme, les yeux peuvent être taillés plus profondément, et les ouvertures carrées sont utilisées pour les masques de jeunes femmes alors qu’on utilise celles en demi-cercles pour les masques de femmes plus âgées.
Ce masque est approprié pour jouer les rôles de jeunes femmes dans la pièce nô Matsukaze ou le rôle de Shizuka Gozen dans Funa benkei.

## Maquillage et beauté féminine dans le Japon ancien
Le masque ko-omote reflète dans une large mesure certains critères de la beauté féminine de l'ancien Japon : ainsi, une belle femme se devait d'offrir à l'œil quelques rondeurs, car une femme laide était décrite comme « mince à faire pitié », ou « osseuse ». 
Certaines pratiques, telles que les dents noircies à la poudre de noix de galle, ou les sourcils épilés, qui s'appliquaient tant aux hommes qu'aux femmes à l'ère Heian (794-1185), ne sont plus à l'ère Edo que le fait des seules femmes : à cette époque en effet, une femme mariée se noircit les dents comme signe distinctif de son état, et une femme aux sourcils épilés indique par là qu'elle est mariée et a au moins un enfant.
La coiffure a également évolué entre le canon de la beauté de l'ère Heian, et celui de l'ère Edo : à l'ère Heian en effet, les femmes de la haute société se devaient d'avoir les cheveux le plus long possible, jusqu'au sol, voire plus longs encore, soigneusement lavés puis huilés pour leur donner du brillant, et partagés en deux par le milieu. Les coiffures pouvaient être si complexes, si élaborées que la servante chargée de coiffer sa maîtresse pouvait parfois y passer six heures.
Toujours à l'ère Heian, on recourait aussi au maquillage pour relever la beauté des hommes comme des femmes, en faisant appel à du rouge, à de la poudre, ainsi qu'à des parfums. Les femmes pouvaient également appliquer une dorure sur leur lèvre inférieure.